# PERI GmbH
PERI er en tysk producent og udbyder af systemforskalling og stilladser. Selskabet blev grundlagt i 1969.
Udover hovedfabrikken i Weissenhorn ved Ulm omfatter virksomheden mere end 60 udenlandske datterselskaber og 160 lagerlokaliteter. På verdensplan har virksomheden 9.500 medarbejdere, hvoraf mere end 850 er ingeniører (2008). 
I 2019 opnåede PERI en omsætning på ca. 1.685 mio. €.

## Historie
PERI blev grundlagt i 1969 af Artur Schwörer i Weissenhorn ved Ulm, Tyskland. Det første produkt var trægitterdrageren T 70 V med høj bæreevne og en patenteret klæbesamling. Den blev i 1984 erstattet af GT 24. 
Med ACS (Automatic Climbing System) satte PERI en milesten i den selvklatrende teknik, da dette system er til at bruge ved forskalling af høje bygninger uden kran. 
1980 gjorde PERI materialet aluminium til et byggemateriale. Den skepsis, der var i starten på byggepladserne, gav efter for den erkendelse, at 20% vægtbesparelse ved dækforskalling var en stor lettelse, da der efter støbning skal afforskalles manuelt.
I de sidste 10 år er omsætningen i PERI-gruppen steget fra 760 til 1.685 mio. €, og antal medarbejdere vokset fra 4.265 til 9.500

## Programoversigt
Produkterne omfatter dragerforskalling, ramme- og vægforskalling, søjleforskalling, dækforskalling, stillads, konsolsystemer, klatringssystemer, bærende stilladser, dækstøtter, elementstøtter, finérplader, støttebukke for ensidig støbning, ankersystemer, komponenter samt rådgivning, programmer, App´s og uddannelse.

## Projekter
Projekter, som er bygget med PERI-systemløsninger, omfatter bl.a.:
- Kronprinsesse Marys BroDanmark

- Øresundsforbindelsen, Danmark – Forskallingsmaskine for den monolitiske Tunnel
- Den Arktiske Ring i Zoo, Danmark
- Museumscenter Blåvand, Danmark
- Operaen, Holmen København
- Skuespilhuset, København, Danmark
- Mærsk Tårnet, København, Danmark
- Bestseller, Århus, Danmark
- Den Blå Planet, Danmark
- Viaduc de Millau, Frankrig – Verdens højeste bropiller på indtil 245 m i højden.
- Turning Torso, Malmø, Sverige – Snoet højhus tegnet af den spanske arkitekt Santiago Calatrava